# 奧瑪倫島
奧瑪倫島 （英語：Almaren），意思是被保祐之地，是一個巨大的湖之島嶼，位於中土大陸，維拉在阿爾達第一個家。兩盞巨燈的光在那裡混合。奧瑪倫島被米爾寇攻擊以至毀滅，最後維拉由奧瑪倫島西遷至阿門洲。